# بيتر هوبز
بيتر هوبز (بالإنجليزية: Peter Hobbs)‏ هو مؤدي وممثل أمريكي، ولد في 19 يناير 1918 في إيتريتا في فرنسا، وتوفي في 2 يناير 2011 في سانتا مونيكا في الولايات المتحدة.

## أعمال

### مسلسلات
- ذا سيكرت ستورم

## وصلات خارجية
- بيتر هوبز على موقع IMDb (الإنجليزية)
- بيتر هوبز على موقع ألو سيني (الفرنسية)
- بيتر هوبز على موقع أول موفي (الإنجليزية)
- بيتر هوبز على موقع قاعدة بيانات برودواي على الإنترنت (الإنجليزية)
- بيتر هوبز على موقع قاعدة بيانات الأفلام السويدية (السويدية)
- بيتر هوبز على موقع قاعدة بيانات الفيلم (الإنجليزية)
- بيتر هوبز على موقع كينوبويسك (الروسية)